# Vel (rivière)
Pour les articles homonymes, voir Vel.
La rivière Vel (en russe : Вель) est un cours d'eau de Russie, affluent gauche de la Vaga, dans le bassin hydrographique de la Dvina septentrionale.
Elle est longue de 223 km et arrose l'oblast d'Arkhangelsk. Ses principaux affluents sont la Podiouga et la Chonocha. La Vel prend sa source dans les tourbières situées au sud de Konocha. Son cours est généralement orienté vers l'est. La ville de Velsk se trouve à la confluence de la Vel avec la Vaga.